# Phyllocoptes myricae
Phyllocoptes myricae är en spindeldjur som först beskrevs av Heikki Roivainen 1947.  Phyllocoptes myricae är ett kvalster som ingår i släktet Phyllocoptes, och familjen Eriophyidae. Arten är reproducerande i Sverige.